# Żytowo (Lidzbark Warmiński)
Żytowo (deutsch Settau) ist ein Dorf in der polnischen Woiwodschaft Ermland-Masuren. Es gehört zur Landgemeinde Lidzbark Warmiński (Heilsberg) im Powiat Lidzbarski (Kreis Heilsberg).

## Geographische Lage
Żytowo liegt im nördlichen Westen der Woiwodschaft Ermland-Masuren, sieben Kilometer nördlich der Kreisstadt Lidzbark Warmiński (Heilsberg).

## Geschichte

### Ortsgeschichte
Das kleine Dorf Settau wurde 1874 in den neu errichteten Amtsbezirk Bundien (polnisch Budniki) aufgenommen. Er gehörte zum ostpreußischen Kreis Heilsberg im Regierungsbezirk Königsberg. Im Jahre 1910 zählte Settau 129 Einwohner.
Am 27. Januar 1930 wurde der Amtsbezirk Bundien in „Amtsbezirk Settau“ umbenannt. Vier Dörfer bildeten ihn bis zu seinem Ende im Jahre 1945.
Die Einwohnerzahl Settaus belief sich im Jahre 1933 auf 96, im Jahre 1939 auf 111.
Nachdem 1945 in Kriegsfolge das gesamte südliche Ostpreußen an Polen abgetreten worden war, erhielt Settau die polnische Namensform „Żytowo“. Das Dorf ist heute eine Ortschaft im Verbund der Gmina Lidzbark Warmiński (Landgemeinde Heilsberg) im Powiat Lidzbarski (Kreis Heilsberg), von 1975 bis 1998 der Woiwodschaft Olsztyn, seither der Woiwodschaft Ermland-Masuren zugehörig.

### Amtsbezirk Settau (1930–1945)
Zum Amtsbezirk Settau gehörten in der Zeit seines Bestehens:
| Deutscher Name | Polnischer Name |
| -------------- | --------------- |
| Jegothen       | Jagoty          |
| Katzen         | Kotowo          |
| Konnegen       | Koniewo         |
| Settau         | Żytowo          |

## Religion
Żytowo gehört heute wie Settau bereits vor 1945 zur römisch-katholischen Pfarrei in Rogóż (Roggenhausen), jetzt dem Erzbistum Ermland zugehörig.
Bis 1945 war Settau außerdem in die evangelische Kirche Heilsberg in der Kirchenprovinz Ostpreußen der Kirche der Altpreußischen Union eingegliedert. Żytowo allerdings ist heute der Diözese Masuren der Evangelisch-Augsburgischen Kirche in Polen zugeordnet.

## Verkehr
Żytowo liegt an der parallel zur Alle (polnisch Łyna) verlaufenden Nebenstraße 1543N, die von der Stadt Lidzbark Warmiński (Heilsberg) bios nach Kotowo (Katzen) führt. Eine von Kicina (Liebhausen) und Burkarty (Borchertsdorf) kommende Straße endet in Żytwo.
Bis 1948 war Roggenhausen (Rogóż) die nächste Bahnstation. Sie lag an der heute nicht mehr bestehenden Bahnstrecke Heilsberg–Bartenstein–Friedland–Wehlau.